# Евангеличка црква у Старој Пазови
Евангеличка црква у Старој Пазови је подигнута 1771. године и као непокретно културно добро проглашена је за споменик културе од великог значаја.

## Архитектура
Зграда словачке евангеличке цркве је једноставне и складне архитектонске целине као једнобродна грађевина са барокним звоником на северној страни. Време подизања у 18. веку је одредило избор пластичне декорације фасаде које је карактеристично за то време.
Са обновом крајем 19. века, у циљу декорисања ентеријера за цркву су купљене три иконе рађене у техници уља на платну: Распеће (на главном олтару), Крштење (изнад крстионице) и Удовичина лепта.